# Ветелин, Александр Викторович
Александр Викторович Ветелин (3 октября 1977) — российский биатлонист, призёр чемпионата России.

## Биография
На внутренних соревнованиях представлял Пермский край.
На чемпионате России 2001 года стал бронзовым призёром в командной гонке в составе второй сборной Урала.
После окончания спортивной карьеры работает в органах МВД г. Перми, инструктором по боевой и служебной подготовке. Принимает участие в ведомственных и ветеранских соревнованиях по лыжному спорту, биатлону, стрельбе.